# Eduardo Ithurbide
Eduardo Ithurbide, né le 10 mars 1908 à Montevideo (Uruguay) et mort vraisemblablement le 12 mai 1990 dans cette même ville, est un footballeur international uruguayen, possédant également la nationalité française.
Il joue au poste d'ailier gauche ou de demi.

## Biographie
Né à Montevideo de parents français, originaires du Pays basque, Eduardo Pedro Ithurbide joue au football comme amateur au CA Lito de Montevideo. En 1932, il est recruté par le Montevideo Wanderers au moment de la professionnalisation du championnat d'Uruguay.
Ses performances lui valent de faire ses débuts en équipe nationale et d'être recruté la saison suivante par le Club Nacional de Football, avec lequel il remporte le championnat en 1933 et 1934. Il compte sept sélections avec l'Uruguay, entre le 15 mai 1932 et le 23 janvier 1937. Son dernier match est une victoire sur l'Argentine lors du championnat sud-américain de 1937 au cours de laquelle il ouvre le score (3-2).
En octobre 1937, il est transféré en France, au Football Club Sochaux-Montbéliard, dirigé par l’entraîneur uruguayen Conrad Ross et où opèrent déjà deux binationaux franco-uruguayens, Hector Cazenave et Pierre Duhart. Alors qu'il impressionne pour ses débuts, en marquant quatre buts lors de ses quatre premiers matchs, il est victime d'une fracture du péroné à Sète à la fin du mois de novembre et ne rejoue qu'au mois de mars. Sochaux remporte cependant le championnat de France en fin de saison, comme ambitionné par les dirigeants.
En mars 1938, tout juste revenu de blessure, il est sélectionné en équipe de France lors d'un match contre la Bulgarie, mais ne rentre pas en jeu,. Il est alors annoncé comme un candidat pour le Coupe du monde 1938, car la France manque d'ailier gauche, mais il n'est finalement pas appelé.
En fin de saison, Ithurbide ne trouve pas d'accord avec le club sochalien pour prolonger son contrat. Il est annoncé à l'AS Saint-Étienne mais est finalement transféré au Red Star Olympique, en deuxième division. Bien que titulaire, il peine à y retrouver son niveau passé. De nouveau blessé, il rentre en Amérique du Sud, sans apparemment prévenir son club, en avril 1939, alors que la saison n'est pas terminée,.
Il signe finalement à la fin de l'été au CA Platense, un club argentin basé à Vicente López, au nord de Buenos Aires, et y joue jusqu'en 1941.
Il meurt vraisemblablement le 12 mai 1990 à Montevideo.

## Palmarès
- Champion d'Uruguay (2) : 1933 et 1934 (Club Nacional de Football)
- Champion de France : 1938 (FC Sochaux)
- Champion de France de deuxième division : 1939 (Red Star Olympique)

## Statistiques
| Saison    | Club                   | Championnat | Championnat | Championnat | Coupe(s) nationale(s) | Coupe(s) nationale(s) | Total | Total |
| Saison    | Club                   | Division    | M.          | B.          | M.                    | B.                    | M.    | B.    |
| 1925-1931 | CA Lito                | Am.         | -           | -           | -                     | -                     | 0     | 0     |
| 1932      | Montevideo Wanderers   | D1          | -           | -           | -                     | -                     | 0     | 0     |
| 1933      | Club Nacional          | D1          | 9           | 2           | 0                     | 0                     | 9     | 2     |
| 1934      | Club Nacional          | D1          | 10          | 3           | 3                     | 1                     | 13    | 4     |
| 1935      | Club Nacional          | D1          | 12          | 4           | 2                     | 0                     | 14    | 4     |
| 1936      | Club Nacional          | D1          | 14          | 4           | 3                     | 1                     | 17    | 5     |
| 1937      | Club Nacional          | D1          | 0           | 0           | 2                     | 0                     | 2     | 0     |
| 1937-1938 | FC Sochaux-Montbéliard | D1          | 13          | 6           | -                     | -                     | 13    | 6     |
| 1938-1939 | Red Star Olympique     | D2          | -           | -           | -                     | -                     | 0     | 0     |
| 1939      | CA Platense            | D1          | -           | -           | -                     | -                     | 0     | 0     |
| 1940      | CA Platense            | D1          | -           | -           | -                     | -                     | 0     | 0     |
| 1941      | CA Platense            | D1          | -           | -           | -                     | -                     | 0     | 0     |